# Konrad Burdach
Konrad Burdach (29. května 1859, Královec – 18. září 1936, Berlín) byl německý germanista a literární vědec.

## Biografie
Studoval německou a klasickou filologii na univerzitách v Královci, Lipsku a také Bonnu. Disertační práci psal roku 1880 na téma 'Reinmar der Alte und Walther von der Vogelweide: Ein Beitrag zur Geschichte des Minnesangs'. Roku 1884 se v Halle habilitoval, o tři roky později se stal již mimořádným profesorem a roku 1894 byl dokonce jmenován řádným profesorem německého jazyka a literatury.
Byl pochován na berlínském hřbitově 'Waldfriedhof Dahlem'.

### Studie, příspěvky (výběr)
- Burdach, Konrad: Luthers Bedeutung für die Ausbildung der neuhochdeutschen Schriftsprache In: WOLF, Herbert (vyd.). Luthers Deutsch: Sprachliche Leistung und Wirkung. Frankfurt am Main ; Berlin ; Bern ; New York ; Paris ; Wien: Peter Lang Verlag, 1996. 387 S.
- Burdach, Konrad: Zur Geschichte der neuhochdeutschen Schriftsprache In: WOLF, Herbert (vyd.). Luthers Deutsch: Sprachliche Leistung und Wirkung. Frankfurt am Main ; Berlin ; Bern ; New York ; Paris ; Wien: Peter Lang Verlag, 1996. 387 S.